# Johann Karl Eduard Buschmann
Johann Karl Eduard Buschmann, född den 14 februari 1805 i Magdeburg, död den 21 april 1880 i Berlin, var en tysk språkforskare.
Buschmann reste 1827–1828 i Mexiko och blev 1832 bibliotekarie vid kungliga biblioteket i Berlin. Hans betydelse som lingvist beror på hans jämförande forskningar angående den stora malajisk-polynesiska språkstammen samt språken i Nord- och Mellanamerika. Buschmann stod vänskapsförhållande till bröderna Humboldt, vilka utövade stort inflytande på honom.